# Blue Demon contre le pouvoir satanique
Série
Demonio azul
et
Santo contra el espectro
(1965
1966) Arañas infernales
et
Atacan las brujas
(1968
1968)
Pour plus de détails, voir Fiche technique et Distribution.
Blue Demon contre le pouvoir satanique (Blue Demon contra el poder satánico) est un film mexicain de Chano Urueta de 1966. C'est le onzième film de la série des Santo, el enmascarado de plata et le premier où les deux lutteurs masqués Blue Demon et El Santo apparaissent côte à côte.

## Fiche technique
- Titre original : Blue Demon contra el poder satánico
- Titre(s) espagnol alternatif(s) : Poder satánico
- Titre anglais ou international : Blue Demon vs. the Satanic Power
- Réalisation : Chano Urueta
- Scénario : Rafael García Travesi, Fernando Osés
- Décors : Gerardo Aguilera
- Costumes : Antonio Castañeda
- Photographie : Álex Phillips Jr.
- Montage : José Juan Munguía
- Musique : Jorge Pérez
- Production : Luis Enrique Vergara
- Société(s) de production : Cinecomisiones, Filmica Vergara S.A.
- Pays d’origine :  Mexique
- Langue originale : espagnol
- Format : noir et blanc — 35 mm — 1.37,1 — son Mono
- Genre : action, mystère, horreur
- Durée : 75 minutes
- Dates de sortie :
  - Mexique : 28 avril 1966
  - France : 10 juin 2013 (DVD)[2]

## Distribution
- Blue Demon : Blue Demon
- Martha Elena Cervantes
- Jaime Fernández
- Queta Garay
- Glenda Castro
- Fernando Osés
- Mario Orea
- Guillermo Hernández (Lobo Negro)
- Margarito Luna
- Ignacio Gómez
- Emilio Garibay
- Carlos Suárez
- El Santo : Santo